# 7010 Locke
7010 Locke eller 1987 QH3 är en asteroid i huvudbältet som upptäcktes den 28 augusti 1987 av den belgiske astronomen Eric W. Elst vid La Silla-observatoriet. Den är uppkallad efter den brittiske filosofen John Locke.
Asteroiden har en diameter på ungefär 4 kilometer.